# Република Македонија на Европском првенству у атлетици на отвореном 2016.
Македонија је учествовала на 23. Европском првенству 2016. одржаном у Амстердаму, Холандија, од 6. до 19. јулa. Ово је било седмо европско првенство у атлетици на отвореном од кад је Македонија стекла своју независност. Репрезентацију Македоније представљала је једна атлетичарка која су се такмичила у трци 400 м са препонама.
Представница Македоније није освојила ниједну медаљу нити је оборила неки рекорд.

## Учесници
Жене:
- Дрита Ислами — 400 м препоне

## Резултати

### Жене
| Атлетичар    | Дисциплина    | Лични рекорд | Квалификације | Квалификације | Финале               | Финале       | Детаљи |
| Атлетичар    | Дисциплина    | Лични рекорд | Резултат      | Место         | Резултат             | Место        | Детаљи |
| ------------ | ------------- | ------------ | ------------- | ------------- | -------------------- | ------------ | ------ |
| Дрита Ислами | 400 м препоне | 1:01,02 НР   | 1:02,36       | 6. у гр. 4    | Није се квалификовао | 24 / 24 (25) |        |